# Red Bull BC One
Red Bull Breakdance Championship One, Red Bull BC One to jeden z najpopularniejszych zawodów w b-boyingu sponsorowany przez firmę produkującą napoje energetyzowane – Red Bull, odbywające się co roku w określonym państwie i mieście, poprzedzone eliminacjami na poziomie krajowym.

## Zawody
| Rok  | Miejsce zawodów                 | Zwycięzcy                     |
| ---- | ------------------------------- | ----------------------------- |
| 2004 | Szwajcaria, Biel/Bienne         | B-Boy Omar                    |
| 2005 | Niemcy, Berlin                  | B-Boy Lilou                   |
| 2006 | Brazylia, São Paulo             | B-Boy Hong 10                 |
| 2007 | Południowa Afryka, Johannesburg | B-Boy Ronnie                  |
| 2008 | Francja, Paryż                  | B-Boy Wing                    |
| 2009 | Stany Zjednoczone, Nowy Jork    | B-Boy Lilou                   |
| 2010 | Japonia, Tokio                  | B-Boy Neguin                  |
| 2011 | Rosja, Moskwa                   | B-Boy RoxRite                 |
| 2012 | Brazylia, Rio de Janeiro        | B-Boy Mounir                  |
| 2013 | Korea Południowa, Seul          | B-Boy Hong 10                 |
| 2014 | Francja, Paryż                  | B-Boy Menno                   |
| 2015 | Włochy, Rzym                    | B-Boy Victor                  |
| 2016 | Japonia, Nagoja                 | B-Boy Issei                   |
| 2017 | Holandia, Amsterdam             | B-Boy Menno                   |
| 2018 | Szwajcaria, Zurych              | B-Boy Lil Zoo, B-Girl Ami     |
| 2019 | Indie, Mumbaj                   | B-Boy Menno, B-Girl Kastet    |
| 2020 | Austria, Salzburg               | B-Boy Shigekix, B-Girl Kastet |
| 2021 | Polska, Gdańsk                  | B-Boy Amir, B-Girl Logistx    |
| 2022 | Stany Zjednoczone, Nowy Jork    | B-Boy Victor, B-Girl India    |
| 2023 | Francja, Paryż                  | B-Boy Hong 10, B-Girl Ami     |
| 2024 | Brazylia, Rio de Janeiro        | B-Boy Menno, B-Girl India     |
| 2025 | Japonia, Tokio                  |                               |

Eliminacje do finału odbywają się w wielu krajach na całym świecie, m.in. w Polsce (Red Bull BC One Poland Cypher), po czym wyłaniani są najlepsi z najlepszych – zwycięzcy w danych krajach spotykający się w wielkim finale i rywalizujący o tytuł najlepszego b-boya i / lub b-girl.